# Steve Martins
Steve P. Martins (* 13. April 1972 in Gatineau, Québec) ist ein ehemaliger kanadischer Eishockeyspieler, der im Verlauf seiner aktiven Karriere zwischen 1991 und 2009 unter anderem 272 Spiele für die Hartford Whalers, Carolina Hurricanes, Ottawa Senators, Tampa Bay Lightning, New York Islanders und St. Louis Blues in der National Hockey League (NHL) auf der Position des Centers bestritten hat. Einen Großteil seiner aktiven Laufbahn verbrachte Martins zudem in der American Hockey League (AHL) sowie International Hockey League (IHL), wo er über 620 weitere Partien absolvierte und mit den Chicago Wolves sowohl im Jahr 1998 den Turner Cup der IHL als auch zehn Jahre später den Calder Cup der AHL gewann.

## Karriere
Martins spielte bis zum Sommer 1989 in den unterklassigen Juniorenligen seiner kanadischen Heimatprovinz Québec, ehe er seine schulische Ausbildung in den Vereinigten Staaten fortsetzte und zwei Jahre an der Choate Rosemary Hall, einer Privatschule im Bundesstaat Connecticut, verbrachte. Von dort wechselte der Stürmer im Sommer 1991 für vier Jahre an die renommierte Harvard University. Parallel zu seinem Studium war er dabei für die Harvard Crimson, das Eishockeyteam der Universität, aktiv und spielte mit ihm in der ECAC Hockey. Die Division war in den Spielbetrieb der National Collegiate Athletic Association (NCAA) eingegliedert. Martins verlebte dort vier erfolgreiche Jahre, in denen er in 98 Einsätzen insgesamt 139 Scorerpunkte sammelte. Insbesondere in seinem dritten Collegejahr, in dem er die Mannschaft zu Gewinn der Divisionsmeisterschaft in Form des Whitelaw Cups führte, beeindruckte er mit allein 60 Punkten in 32 Einsätzen. In der Folge wurde der Kanadier mit zahlreichen Auszeichnungen der ECAC und NCAA bedacht, darunter die zum Spieler des Jahres der ECAC. Ebenso wurde Martins im NHL Supplemental Draft 1994 an der fünften Position von den Hartford Whalers aus der National Hockey League (NHL) ausgewählt.

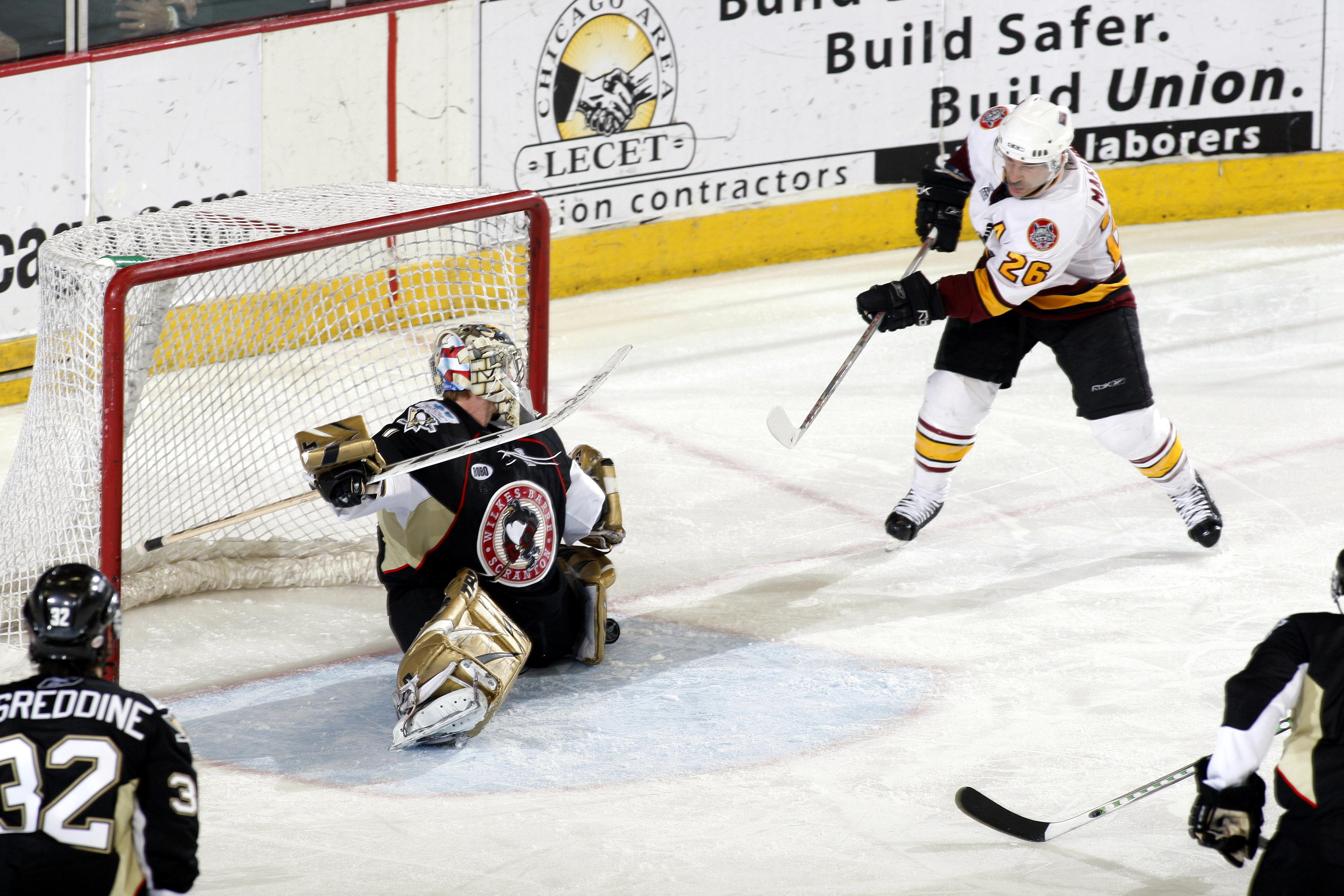
Martins im Trikot der Chicago Wolves beim Torschuss (2008)

Nach dem Abschluss des Studiums im Frühjahr 1995 wurde der 23-Jährige im Sommer von den Whalers unter Vertrag genommen, verbrachte seine ersten beiden Profispielzeiten aber sowohl im NHL-Kader Hartfords als auch bei deren Farmteam, den Springfield Falcons, in der American Hockey League (AHL). Im Sommer 1997 gingen Martins’ Transferrechte nach der Umsiedlung des Franchises an die Carolina Hurricanes über. Für das Team absolvierte er in der Saison 1997/98 lediglich drei Einsätze, da er hauptsächlich bei deren Kooperationspartner in der International Hockey League (IHL), den Chicago Wolves, auflief. Mit den Wolves gewann er am Ende der Spielzeit den Turner Cup. Da sein auslaufender Vertrag seitens der Hurricanes über das Spieljahr hinaus nicht verlängert wurde, schloss sich der Angreifer im Juli 1998 als Free Agent der Organisation der Ottawa Senators an. Dort kam er in der Saison 1998/99 regelmäßiger in der NHL zum Einsatz. Aufgrund eines Überangebots an Offensivspielern im Kader Ottawas wurde Martins im Oktober kurz nach Beginn des Spieljahres 1999/2000 auf die Waiver-Liste gesetzt und dort von den Tampa Bay Lightning ausgewählt, die damit seinen laufenden Vertrag übernahmen. In Tampa schaffte der 27-Jährige schließlich den Sprung zum NHL-Stammspieler, gehörte dem Franchise aber nur etwas länger als ein Jahr an.
Im Januar 2001 wurde der Offensivakteur für ein Zweitrunden-Wahlrecht im NHL Entry Draft 2001 an die New York Islanders abgegeben, bei denen er bis zum Ende der Saison 2000/01 insgesamt 39-mal zum Einsatz kam. Anschließend unterzeichnete Martins im August 2001 abermals als Free Agent einen Vertrag bei den Ottawa Senators. Dort fand er im Verlauf der folgenden beiden Spieljahre aber wieder seltener den Weg ins NHL-Aufgebot. Stattdessen war er zumeist für die AHL-Farmteams der kanadischen Hauptstädter – zunächst die Grand Rapids Griffins und später Binghamton Senators – aktiv. Im Januar 2003 fand sich der Mittelstürmer erneut auf der Waiver-Liste wieder, von der er diesmal von den St. Louis Blues ausgewählt wurde. Bis zum Saisonende lief er in 30 Spielen für die Blues auf. Im folgenden Jahr pendelte Martins allerdings wieder zwischen der NHL und AHL, wo er bei St. Louis’ Kooperationsklub Worcester IceCats im Aufgebot stand.
Aufgrund des Lockouts und des damit verbundenen Ausfalls der gesamten NHL-Saison 2004/05 entschied sich der Kanadier im September 2004 ein Jahr im europäischen Ausland zu spielen. Er verbrachte das Spieljahr in der finnischen SM-liiga bei JYP Jyväskylä, mit denen er allerdings in der Playoff-Qualifikation selbige verpasste. In Nordamerika war Martins nach der Einigung zwischen Liga und der Spielergewerkschaft National Hockey League Players’ Association (NHLPA) und dem Abschluss eines neuen Collective Bargaining Agreements (CBA) erneut zum Free Agent geworden. Er kehrte daraufhin abermals zu den Ottawa Senators zurück und absolvierte dort die letzten vier NHL-Spiele seiner Laufbahn. Hauptsächlich war er wieder für die Binghamton Senators in der AHL im Einsatz. Zur Saison 2006/07 wechselte Martins endgültig in die AHL und spielte bis zum Sommer 2009 ausschließlich für die Chicago Wolves, die mittlerweile in der AHL aktiv waren, nachdem die IHL im Sommer 2001 den Spielbetrieb eingestellt hatte. Im Jahr 2008 gewann der 36-Jährige mit dem Team den Calder Cup, ehe er sich eine Spielzeit später aus dem aktiven Profisport zurückzog und seine Karriere beendete.

## Erfolge und Auszeichnungen
| - 1992 ECAC All-Rookie Team - 1994 Whitelaw-Cup-Gewinn mit der Harvard University - 1994 ECAC All-Tournament Team - 1994 ECAC Player of the Year - 1994 ECAC First All-Star Team | - 1994 NCAA East First All-American Team - 1994 NCAA Final Four All-Tournament Team - 1998 Turner-Cup-Gewinn mit den Chicago Wolves - 2008 Calder-Cup-Gewinn mit den Chicago Wolves |

## Karrierestatistik
(Legende zur Spielerstatistik: Sp oder GP = absolvierte Spiele; T oder G = erzielte Tore; V oder A = erzielte Assists; Pkt oder Pts = erzielte Scorerpunkte; SM oder PIM = erhaltene Strafminuten; +/− = Plus/Minus-Bilanz; PP = erzielte Überzahltore; SH = erzielte Unterzahltore; GW = erzielte Siegtore; 1 Play-downs/Relegation; Kursiv: Statistik nicht vollständig)